# Michaela Saba
Michaela Saba (* 5. Juli 1990 in Addis Abeba, Äthiopien) ist eine österreichische Schauspielerin.

## Leben
Michaela Saba wurde als Tochter eines Architekten geboren. Sie wuchs in Wien auf, betrieb Eiskunstlauf und rhythmische Gymnastik und nahm an Staatsmeisterschaften teil. Nach der Matura begann sie ein Studium der Betriebswirtschaftslehre, ab 2012 studierte sie Schauspiel am Max Reinhardt Seminar in Wien. Rollenunterricht erhielt sie unter anderem bei Regina Fritsch, Grazyna Dylag, Alexandra Henkel, Dietmar König und Florian Teichtmeister. Während des Schauspielstudiums, das sie 2016 abschloss, spielte sie unter anderem am Wiener Volkstheater in der deutschsprachigen Erstaufführung von God Waits at the Station von Maya Arad die Rolle der palästinensischen Krankenschwester Amal und wirkte in Liebe und Information am Akademietheater mit.
Im November 2016 feierte sie in der österreichischen Erstaufführung von Geächtet von Ayad Akhtar unter der Regie von Tina Lanik am Wiener Burgtheater Premiere. 2017 war sie in der ORF-Serie Schnell ermittelt in den Episoden Traian Voronin und Simon Gehbauer als Julia Gawrilenko zu sehen. In der Tatort-Folge Schock von Rupert Henning verkörperte sie an der Seite von Aaron Karl als Medizinstudent David Frank dessen Freundin Amina Barka. 2019 spielte sie in der Rosamunde-Pilcher-Verfilmung Pralinen zum Frühstück nach der Kurzgeschichte The hill on the stone mit Max Engelke als Thomas Fritzgerald dessen Freundin Paula Irving.
Für die Folge Marokko (2020) der ZDF-Serie Das Traumschiff stand sie in der Rolle der Prinzessin Lilani, Tochter eines afrikanischen Stammesfürsten, neben Tommy Schlesser als Fitnesstrainer Lennart Albers, vor der Kamera. In der im Oktober 2021 erstmals ausgestrahlten Folge Unterschätzt der ARD-Vorabendserie In aller Freundschaft – Die jungen Ärzte spielte sie Nadine Ossowksi, die Verlobte des Patienten Timo Köster.

## Filmografie (Auswahl)
- 2017: Tatort: Schock (Fernsehreihe)
- 2017: Schnell ermittelt (Fernsehserie, Episoden Traian Voronin und Simon Gehbauer)
- 2018: Ballavita (Kurzfilm)
- 2019: Rosamunde Pilcher – Pralinen zum Frühstück (Fernsehreihe)
- 2020: Das Traumschiff – Marokko (Fernsehreihe)
- 2021: In aller Freundschaft – Die jungen Ärzte (Fernsehserie, Episode Unterschätzt)
- 2021: Lena Lorenz (Fernsehreihe, Episode Hinter Gittern)
- 2022: Sachertorte
- 2024: SOKO Donau/SOKO Wien (Fernsehserie, Episode (K)eine schöne Leich)